# Luciano Ribodino
Luciano Ribodino (San Francisco, 14 april 1994) is een Argentijns motorcoureur.

## Carrière
Ribodino debuteerde in 2008 in de AMA Rookies Cup. Vervolgens maakte hij de overstap naar Zuid-Amerika, waar hij ruim tien jaar actief is geweest in diverse motorsportkampioenschappen. In 2012 won hij het Argentijns kampioenschap Supersport op een BMW. Daarnaast werd hij in 2012 en 2013 kampioen in het Braziliaans kampioenschap superbike. In 2017 won hij het Argentijns en het Braziliaans kampioenschap superbike.
In 2021 debuteerde Ribodino in een internationaal wereldkampioenschap, het wereldkampioenschap superbike. Hij kwam hierin uit op een Kawasaki als eenmalige vervanger van Lachlan Epis tijdens zijn thuisrace op San Juan. Tijdens het weekend behaalde hij twee negentiende plaatsen en een twintigste plaats.